# ليتل آني
ليتل آني (بالإنجليزية: Little Annie)‏ هي رسامة ومغنية أمريكية، ولدت في 1960.

## وصلات خارجية
- الموقع الرسمي
- ليتل آني على موقع IMDb (الإنجليزية)
- ليتل آني على موقع ميوزك برينز (الإنجليزية)
- ليتل آني على موقع ميوزك برينز (الإنجليزية)
- ليتل آني على موقع ديسكوغز (الإنجليزية)
- ليتل آني على موقع ديسكوغز (الإنجليزية)